# Première Rhapsodie
La Première Rhapsodie ou Rhapsodie pour clarinette en si bémol est une œuvre de Claude Debussy composée en 1909-1910 en deux versions, avec accompagnement de piano ou d'orchestre.

## Présentation
En 1909, Claude Debussy devient membre du Conseil supérieur du Conservatoire de Paris, sur recommandation du directeur de l'établissement, Gabriel Fauré. C'est dans ce cadre que le compositeur participe au jury des concours d'instruments à vent du Conservatoire en 1910 et écrit deux pièces à destination du concours de clarinette, la Rhapsodie et une Petite pièce destinée à la lecture à vue,. 
La rhapsodie est composée pour clarinette et piano en décembre 1909 et janvier 1910. La partition est dédiée à Prosper Mimart, professeur de clarinette au Conservatoire, et publiée chez Durand en mai 1910. L'œuvre est créée en public à Paris, salle Gaveau, le 16 janvier 1911, lors d'un concert de la Société musicale indépendante, par le dédicataire à la clarinette et Marie-Georges Kriéger au piano,. 
La pièce, « séduisante, capricieuse, poétique », est composée d'un seul mouvement, d'environ huit minutes, et constitue l'un des piliers du répertoire de la clarinette. 
Dans le catalogue des œuvres du compositeur établi par le musicologue François Lesure, la Rhapsodie porte le numéro L 124 (116) . 

## Version avec orchestre

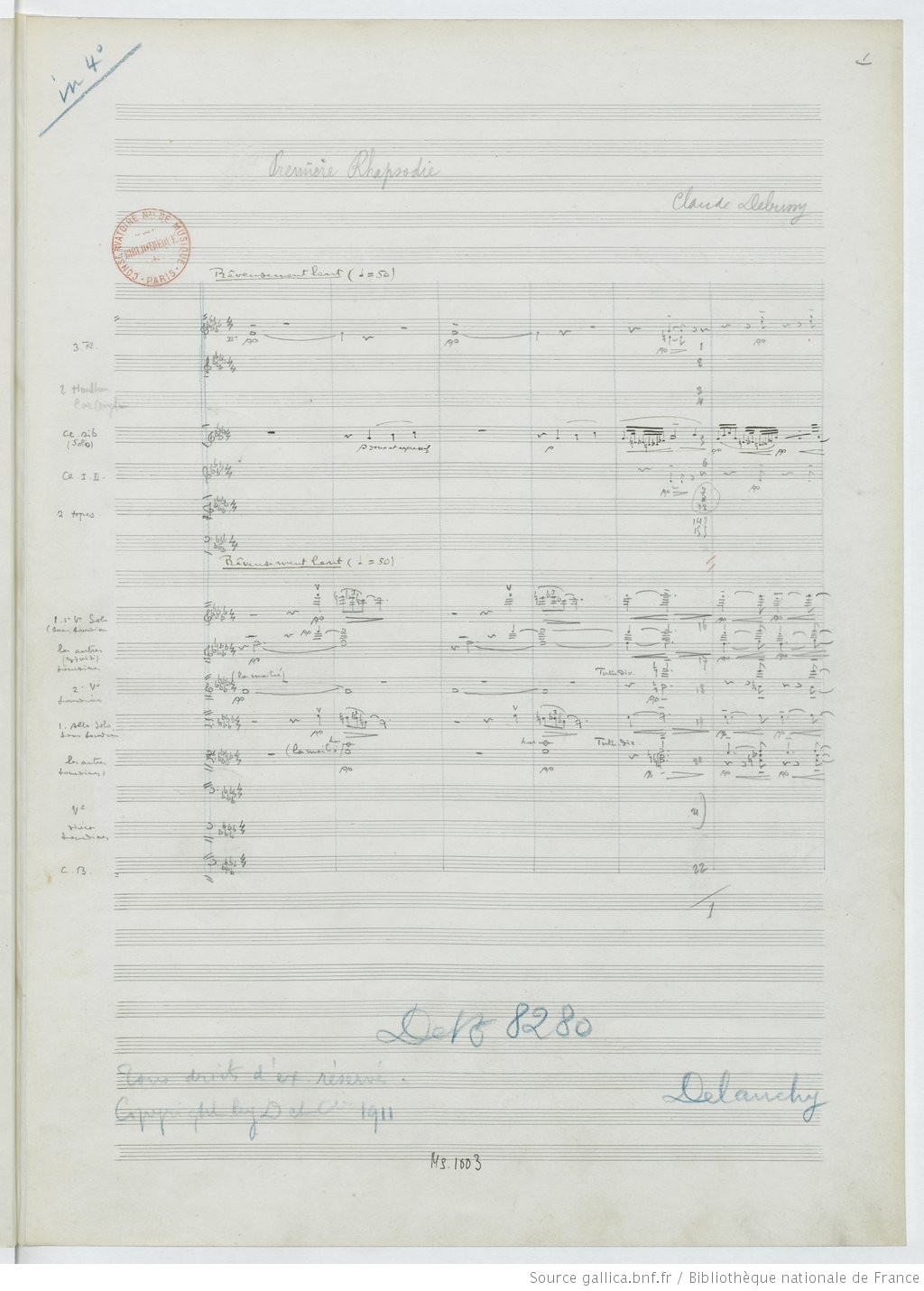
Première page du manuscrit autographe de l'orchestration.

À l'été 1911, Debussy réalise une orchestration de l’œuvre,. 
Dans ce format, la première audition publique en France se déroule le 3 mai 1919, avec Gaston Hamelin en soliste, accompagné de l'Orchestre Pasdeloup dirigé par Rhené-Baton.
L'accompagnement est écrit pour orchestre symphonique :
| Instrumentation de la Première Rhapsodie                                                                     |
| Bois |
| 3 flûtes, 2 hautbois, 1 cor anglais, 2 clarinettes, 3 bassons                                                |
| Cuivres |
| 4 cors, 2 trompettes                                                                                         |
| Percussions                                                                                                  |
| triangle, cymbale                                                                                            |
| Claviers / cordes pincées                                                                                    |
| 2 harpes |
| Cordes |
| premiers violons (dont 1 violon solo), seconds violons, altos (dont 1 alto solo), violoncelles, contrebasses |

## Discographie

### Pour clarinette et piano
- Jacques Lancelot (clarinette) et Robert Veyron-Lacroix (piano) en 1958 (Boîte à musique).
- David Shifrin (clarinette) et André Watts (piano) en 1995 (Delos).
- Lisa Shklyaver et Jos van Immerseel (juin 2014, Zig-Zag Territoires ZZT358) (OCLC 1198963165)

### Pour clarinette et orchestre
- Gaston Hamelin et orchestre dirigé par Piero Coppola le 26 février 1931 à Paris (Naxos of America, The Clarinet: Historical Recordings, Vol. 1 (Recorded 1898-1940)).
- Gervase de Peyer et l'Orchestre Philharmonia dirigé par Pierre Boulez en 1971 (CBS/Sony).
- Guy Dangain et l'Orchestre national de France dirigé par Jean Martinon en 1974 (EMI/Warner).
- George Pieterson et l'Orchestre du Concertgebouw dirigé par Bernard Haitink en 1981 (Philips/Polygram).
- Franklin Cohen et l'Orchestre de Cleveland dirigé par Pierre Boulez en 1993 (Deutsche Grammophon).
- Sabine Meyer et l'Orchestre philharmonique de Berlin dirigé par Claudio Abbado en 1998 (EMI/Warner).
- Olivier Dartevelle et l'Orchestre philharmonique du Luxembourg dirigé par Emmanuel Krivine en 2011 (Timpani).

### Ouvrages généraux
- François-René Tranchefort, « Claude Debussy », dans François-René Tranchefort (dir.), Guide de la musique symphonique, Paris, Fayard, coll. « Les Indispensables de la musique », 1986, 896 p. (ISBN 2-213-01638-0), p. 197–211.
- François-René Tranchefort, « Claude Debussy », dans François-René Tranchefort (dir.), Guide de la musique de chambre, Paris, Fayard, coll. « Les Indispensables de la musique », 1989, 995 p. (ISBN 2-213-02403-0), p. 261–265.

### Monographies
- François Lesure, Claude Debussy, Paris, Fayard, 2003, 614 p. (ISBN 2-213-61619-1).

## Partitions

### Éditions
- Claude Debussy, Première Rhapsodie, Durand, 1910.
- Claude Debussy (préf. Ernst-Günter Heinemann), Première rhapsodie, G. Henle Verlag, coll. « Urtext », 2004 (ISMN 979-0-2018-0789-8, présentation en ligne, lire en ligne).

### Partitions manuscrites
- Première rhapsodie // pour clarinette en si b Debussy, Gallica.
- 1ere Rapsodie pour orchestre // avec clarinette principale en si bémol, Gallica.

### Partitions libres
- « Rapsodie pour clarinette en si bémol » (partition libre de droits), sur l'IMSLP.